# 東京法経学院
東京法経学院（とうきょうほうけいがくいん）は、司法書士、行政書士、測量士補、土地家屋調査士、宅地建物取引士、社会保険労務士などの法律系国家資格取得を目的とした、老舗の法律専門学校。

## 概要
運営会社は、株式会社東京法経学院で、東京都新宿区本塩町に本社を置く。関連した『月刊 不動産法律セミナー』などの出版物の出版も行う。キャッチフレーズは「高実績と信頼 大人が選ぶ LICENSE SCHOOL」。
特に土地家屋調査士試験の受験指導においては、例年80%を超える合格者占有率を誇る。

## 沿革
1961年（昭和36年）8月1日に、司法書士試験指導会として設立。1967年に、土地家屋調査士・宅地建物取引士などの受験指導も開始し、東京法経学院と改称。

## 現在の主な講師
司法書士講座担当
- 簗瀬徳宏（名古屋校常駐講師）
- 吉田徹也（東京校専任講師）
- 吉長治（大阪校専任講師・司法書士）

行政書士講座担当 
- 川手ひで子(名古屋校常駐講師)
- 寺本康之（東京本校講師）

土地家屋調査士講座担当
- 内堀博夫（東京本校専任講師）
- 濱本眞人（大阪校専任講師・土地家屋調査士）

## 事業内容

### 資格試験受験指導
- 通学講座・通信講座・メディア講座（DVD・ダウンロード）
  - 司法書士
  - 行政書士
  - 測量士補
  - 土地家屋調査士
  - 宅地建物取引士
  - 社会保険労務士
  - マンション管理員 等

### その他の事業
- 認定試験（マンション管理員）の実施
- 企業・団体の社員研修（官公庁、大手不動産会社等）
- 書籍・雑誌・各種メディア教材・教育機材等の企画・製作・出版・販売
- コンテンツ配信事業

### 主な出版物
- 調査士六法
- 登記六法
- 行政書士六法
- 宅建六法
- 月刊　不動産法律セミナー
- その他、司法書士・土地家屋調査士・行政書士の各種書籍（受験参考書、過去問など）